# Miss Atlántico Internacional 2000
O Miss Atlântico Internacional 2000 foi a 6.ª edição do concurso de beleza internacional Miss Atlântico que ocorreu anualmente no Uruguai. Aconteceu em 29 de janeiro de 2000 com a participação de catorze aspirantes ao título. A chilena Tonka Tomicic coroou a venezuelana Norkys Yelitza Batista como a nova detentora do título. 

## Resultados
| Colocação           | País                                |
| Miss Atlântico 2000 | - Venezuela - Norkys Yelitzá        |
| 2º. Lugar           | - Uruguai - Maria Desirée Fernández |
| 3º. Lugar           | - Brasil - Karen Köhler             |

### Premiações Especiais
- O concurso distribuiu essa premiação:

| Premiação           | País                            |
| Miss Simpatia       | - Colômbia - Natalia Sola Mejía |
| Miss Elegância      | - Costa Rica - Laura Mata Mora  |
| Melhor Traje Típico | - Venezuela - Norkys Yelitzá    |

## Candidatas
Candidatas que disputaram o concurso este ano:
| - Bolívia - Pamela Miglino - Brasil - Karen Köhler - Chile - Magdalena Jordán - Colômbia - Natalia Sola - Costa Rica - Laura Mata Mora - Espanha - Maria Isabel García - Itália - Floriana Aisoni | - México - Gmelina Coutiño - Panamá - Yolmar Moreno - Paraguai - Carmen Machuca - Porto Rico - Denisse Valentín - República Dominicana - Idelkys Yeara - Uruguai - Maria Desirée Fernández - Venezuela - Norkys Yelitzá |

## Ligações Externas
- Site oficial do Miss Atlántico Internacional